# Óscar Pérez Rojas
Óscar Pérez Rojas, ou, simplesmente, El Conejo (Cidade do México, 1 de Fevereiro de 1973), é um ex-futebolista mexicano que atuava como goleiro. Se aposentou em 2019, aos 46 anos.

## Carreira
Jogou praticamente toda a carreira no Cruz Azul, atuando mais de 400 partidas entre 1991 e 2010. Durante sua longa passagem no Cruz Azul, foi emprestado duas vezes seguidas para o Tigres e Jaguares de Chiapa,
No meio de 2010, perdeu espaço no clube decidindo jogar pelo Nexaca. Após uma rápida passagem, jogou pelo San Luís e atualmente faz parte do elenco do Pachuca.
Atualmente é o jogador de carreira mais longa no futebol mexicano.
Oscar Perez é o goleiro mais velho no futebol mexicano e também é o goleiro artilheiro mais velho a marcar gol no mundo.
Óscar Pérez já fez gol pela seleção sub 23 do Mexico e também quando jogou pelo Cruz Azul; ele fez o gol de cabeça em cima do Corona que, anos mais tarde, o próprio goleiro vítima tomaria o gol que ficaria na história do Pachuca e para o futebol mundial: aos 47:00 do segundo tempo, estava 2 a 1 para a equipe do Cruz Azul, Pérez foi pra área e deu uma cabeçada, estilo Atacante, fez o gol do empate para a equipe do Pachuca no dia 23/04/2017.

## Seleção mexicana
Pela Seleção Mexicana, disputou a Copa do Mundo de 1998, a Copa das Confederações de 1999, onde foi campeão, a Copa do Mundo de 2002, onde foi o titular, e a Copa América 2004. Oscar Perez tem sido uma das exceções de sua posição quando refere-se a altura, com 1,72 m, El Conejo é considerado baixo para sua posição. Mas, como podemos falar de altura quando se fala que um dos melhores da história era baixo; Trata-se de Jorge Campos, que se notabilizou não apenas pela maneira de jogar mas, também, pela sua altura.
Foi o goleiro titular da equipe que disputou a Copa do Mundo FIFA de 2010 deixando no banco outro grande goleiro Memo Ochoa, ganhando a confiança do técnico Javier Aguirre.

## Títulos
Seleção Mexicana
- Copa das Confederações: 1999